# 3999 Aristarchus
3999 Aristarchus este un asteroid din centura principală, descoperit pe 5 ianuarie 1989 de Tokuo Kojima.